# ПК Транспортные системы
ООО «ПК Транспортные системы» или ПК ТС — российская компания, специализирующаяся на производстве транспортных средств для городских систем общественного транспорта: трамваев, троллейбусов и электробусов. Предприятие входит в состав «Трансмашхолдинга».
По состоянию на 2020 год производственными площадками компании являются: Тверской механический завод электротранспорта (собственное производство на территории бывшего Центросвармаш), Невский завод электрического транспорта (расположен на арендованных площадях Октябрьского электровагоноремонтного завода) и Энгельсский завод электрического транспорта (расположен на арендованной территории бывшего завода «Тролза»).

## История
Компанию основал Феликс Винокур в 2013 году, выйдя из состава учредителей ООО «Торговый дом Усть-Катавский вагоностроительный завод». Винокур пригласил на работу главного инженера УКВЗ и выкупил конструкторскую документацию на тележку для нового трамвайного вагона. На основе наработок компания Винокура на арендованных мощностях Тверского вагоностроительного завода в 2014 году запустила производство трамвая 71-911 «City Star», чуть позднее — трамвая «Витязь», получивший в 2015 году сертификат на промышленное производство.
В апреле 2017 года руководство компании заявило о готовности взять в концессию трамвайную сеть Твери, обещая вложить в развитие тверского трамвая за десять лет 6 млрд рублей. В начале 2018 года компания начала строительство завода по производству алюминиевых кузовов для трамвайных вагонов на Тверском механическом заводе электротранспорта, обособленном подразделении ПК ТС. Стоимость нового завода, по данным 2019 года, составила один миллиард рублей. В 2020 году завод приступил к производству трамвая с кузовом из алюминиевого сплава.
В марте 2018 года Феликс Винокур подписал соглашение с руководителями Саратова и Саратовской области о модернизации трамвайного движения и создании скоростных трамвайных линий в Саратове.
В мае 2018 года компания перенесла сборку трамвайных вагонов из Твери в Санкт-Петербург, создав там Обособленное подразделение «Невский завод электрического транспорта», взяв в аренду помещения Октябрьского электровагоноремонтного завода. ПК ТС арендовала помещения завода на улице Седова за 1 млрд 183,36 млн рублей. В ноябре 2018 года руководство «ПК Транспортные системы» предложило заключить концессионное соглашение на 30 лет по созданию «лёгкого метро» в Новокузнецке за 10 млрд рублей.
В декабре 2019 года компания взяла в аренду часть территории бывшего завода «Тролза» в Энгельсе, где начало действовать обособленное подразделение «ПК Транспортные системы» — Энгельсский завод электрического транспорта. Выплата 11 месячной аренды позволила «Тролзе» погасить долги по зарплате перед своим работникам.
В завод в Энгельсе «ПК Транспортные системы» инвестировала 300 млн рублей. Тогда же в Энгельсе начался серийный выпуск низкопольных троллейбусов «Адмирал» с увеличенным автономным ходом.

## Продукция
Предприятие специализируется на разработке, производстве и реализации трамваев, троллейбусов и электробусов.
С 2014 года на мощностях предприятия серийно выпускаются односекционные трамваи 71-911 «City Star» и 71-911ЕМ «Львёнок», двухсекционные 71-923 «Богатырь», 71-923М «Богатырь-М», 71-921 «Корсар», трёхсекционные 71-922 «Варяг», 71-931 «Витязь», 71-931М «Витязь-М», 71-932 «Невский», 71-934 «Лев» и пятисекционные 71-952 «Воевода».
Компания также выпускает электробус «Пионер» и низкопольный троллейбус ПКТС-6281 «Адмирал» с увеличенным автономным ходом. В 2020 году началось производство троллейбуса ПКТС-6281.00 «Адмирал 2020».
| Изображение                | Модель                      | Годы выпуска              | Количество                | Длина (мм)                | Ширина (мм)               | Количество сидячих мест   | Пассажиро- вместимость    | Место эксплуатации | Примечания |
| Колёсный электротранспорт  | Колёсный электротранспорт   | Колёсный электротранспорт | Колёсный электротранспорт | Колёсный электротранспорт | Колёсный электротранспорт | Колёсный электротранспорт | Колёсный электротранспорт | Колёсный электротранспорт | Колёсный электротранспорт                                                                                           |
| -------------------------- | --------------------------- | ------------------------- | ------------------------- | ------------------------- | ------------------------- | ------------------------- | ------------------------- | --- | --- |
|                            | ПКТС-6281 «Адмирал»         | 2015                      | 1                         | 12 375                    | 2500                      | 30                        | 100                       | | опытный экземпляр троллейбуса                                                                                       |
|                            | ПКТС-6218 «Пионер»          | 2018                      | 1                         | 11 715                    | 2500                      | 29                        | 85                        | | опытный экземпляр электробуса                                                                                       |
|                            | ПКТС-6281.01 «Адмирал»      | с 2019                    | 92                        |                           |                           |                           |                           | Саратов, Кемерово, Курск, Красноярск, Иркутск                                                                                              | В 2022 году представлена рестайлинговая версия этой модели.                                                         |
|                            | ПКТС-6281.00 «Адмирал 2020» | с 2020                    | 396                       | 12 920                    | 2500                      | 25                        | 96                        | Омск, Санкт-Петербург, Брянск, Иваново, Саратов, Красноярск, Самара, Рязань, Владикавказ                                                   | [ 24 ] |
|                            | ПКТС-6245 «Пионер Max»      | 2021                      | 1                         | 18000                     | 2500                      | 38                        | 140                       | | опытный экземпляр двухсекционного электробуса                                                                       |
|                            | ПКТС-62181 «Генерал»        | 2022                      | 2                         | 12375                     | 2550                      | 35                        | 80-100                    | | опытный экземпляр электробуса, разработан на базе троллейбуса «Адмирал» ПКТС-6281.01 с увеличенным автономным ходом |
| Рельсовый электротранспорт |                             |                           |                           |                           |                           |                           |                           | | |
|                            | «City Star» 71-911          | 2014 — 2019               | 38                        | 16 500                    | 2500                      | 33                        | 119-170                   | Казань, Ростов-на-Дону, Даугавпилс (Латвия)                                                                                                | Модификации «City Star» 71-911 и 71-911Е                                                                            |
|                            | «Витязь» 71-931             | 2014 — 2019               | 11                        | 27 000                    | 2500                      | 53                        | 220-320                   | Санкт-Петербург, Краснодар | трёхсекционный трамвай                                                                                              |
|                            | «Варяг» 71-922              | 2016                      | 1                         | 21 420                    | 2500                      | 38                        | 123-196                   | | [ 32 ] |
|                            | «Витязь-М» 71-931М          | с 2016                    | 531                       | 27 500                    | 2500                      | 60                        | 185-265                   | Москва, Санкт-Петербург, Самара | В 2021 году для С-Петербурга было выпущено два экземпляра в модификации 71-931АМ «Витязь-Ленинград».                |
|                            | «Богатырь» 71-923           | 2017                      | 3                         | 19 000                    | 2500                      | 34                        | 131-184                   | Санкт-Петербург | двухсекционный трамвай                                                                                              |
|                            | «Львёнок» 71-911ЕМ          | с 2018                    | 263                       | 16 700                    | 2500                      | 34                        | 111-155                   | Пермь, Москва, Ульяновск, Череповец, Красноярск, Тула, Ижевск, Улан-Удэ, Новотроицк, Верхняя Пышма, Курск, Волгоград, Самара, Екатеринбург | односекционный трамвай                                                                                              |
|                            | «Лев» 71-934                | 2018                      | 1                         | 34 700                    | 2500                      | 70                        | 265-382                   | Пермь | полноразмерный трёхвагонный трамвай.                                                                                |
|                            | «Богатырь-М» 71-923М        | с 2019                    | 114                       | 19 405                    | 2500                      | 45                        | 138-193                   | Санкт-Петербург, Улан-Удэ, Саратов, Череповец                                                                                              | двухсекционный трамвай                                                                                              |
|                            | «Корсар» 71-921             | 2020                      | 16                        | 20 500                    | 2300                      | 29                        | 122-177                   | Калининград | двухсекционный трамвай                                                                                              |
|                            | «Невский» 71-932            | с 2023                    | 38                        | 27 500                    | 2500                      | 52                        | 206                       | Санкт-Петербург, Волгоград | двухкабинный трёхсекционный трамвай                                                                                 |
|                            | «Воевода» 71-952            | с 2025                    | 1                         | 37 500                    | 2500                      | 72                        | 400                       | | двухкабинный пятисекционный трамвай                                                                                 |

## Финансовые показатели
По итогам 2018 года выручка компании составила 9,1 млрд рублей, прибыль — 2,1 млрд рублей. Кроме того, за 2018 год «ПК Транспортные системы» выплатили 1,1 млрд рублей налоговых отчислений.
| Показатели        | 2014    | 2015     | 2016       | 2017         | 2018        | 2020         |
| ----------------- | ------- | -------- | ---------- | ------------ | ----------- | ------------ |
| Выручка от продаж | 0       | 420 млн  | 864 млн р. | 10,4 млрд р. | 9,1 млрд р  | 10,5 млрд р. |
| Издержки          | 35 млн  | 342 млн  | 649 млн    | 6,4 млрд р.  |             |              |
| Чистая прибыль    | -32 млн | -1,9 млн | 129 млн    | 3,1 млрд р.  | 2,1 млрд р. | 1,6 млрд р.  |

## Владельцы
По состоянию на 2018 год 60 % акций ООО «ПК Транспортные системы» владел ООО «Холдинг „Транскомпонент“», а 40 % — президент «ПК Транспортные системы» Феликс Винокур. Генеральным директором «ПК Транспортные системы» является Александр Дубровкин.
1 февраля 2022 года состав совладельцев ООО «ПК ТС» изменился: компании ООО «Холдинг Транскомпонент» (аффилирована с ТМХ) принадлежит 60 %, а остальные 40 % — самой ООО «ПК ТС», которые ей передал Феликс Винокур.